# Navelim
Navelim là một thị trấn thống kê (census town) của quận South Goa thuộc bang Goa, Ấn Độ.

## Nhân khẩu
Theo điều tra dân số năm 2001 của Ấn Độ, Navelim có dân số 11.014 người. Phái nam chiếm 52% tổng số dân và phái nữ chiếm 48%. Navelim có tỷ lệ 74% biết đọc biết viết, cao hơn tỷ lệ trung bình toàn quốc là 59,5%: tỷ lệ cho phái nam là 78%, và tỷ lệ cho phái nữ là 70%. Tại Navelim, 12% dân số nhỏ hơn 6 tuổi.